# Pato Moure
«Il bue o la vacca che è stato sacrificato per fabbricare il pallone con cui le due squadre stanno giocando ha dato la propria vita inutilmente, perché la partita è davvero bruttissima»

Roberto "Pato" Moure durante la radiocronaca di una partita della Roma negli anni '90
Roberto Moure, detto Pato (Porto Alegre, 7 febbraio 1949), è un giornalista brasiliano.
Giunto in Italia poco prima dell'arrivo del calciatore Paulo Roberto Falcão nella capitale (1980), è diventato molto conosciuto per le colorite radiocronache della Roma. Ha lavorato per numerosi anni nell'emittente romana TeleRoma 56 come opinionista calcistico divenendo un personaggio amato dai tifosi romanisti per la sua presunta fratellanza di latte con il calciatore Paulo Roberto Falcão (i due sono comunque molto amici) e per la particolare allegria brasiliana dei suoi commenti.
Nel 1983, in occasione del secondo scudetto della Roma, incide come cantante la canzone Roma Gol, cover del brano Chì chì chì cò cò cò di Pippo Franco, a sua volta cover di Kirie-Kirio dei Black Blood di Steve Banda Kalenga: il testo celebra le imprese della squadra con simpatica ironia nei confronti degli avversari. Nello stesso periodo incide anche la canzone Roma oè, di minor successo. Nel 2001, in occasione del terzo scudetto giallorosso, esce il singolo Lo scudetto, che Roberto Moure canta insieme al giornalista e amico Alberto Mandolesi.
Negli anni ha collaborato con il quotidiano romano Il Messaggero come autore delle brevi rubriche calcistiche "Il tacco di Pato" e "PATOlogia".
1. ↑   Tibergol coop, ErLupacchiotto.com - Informazione in Giallorosso - L'amico fraterno brasiliano, su erlupacchiotto.com. URL consultato il 25 agosto 2016 (archiviato dall'url originale il 25 aprile 2016).
2. ↑   Roma gol di Pato Moure, su youtube.com. URL consultato il 25 agosto 2016.
3. ↑   Valerio Albensi, 1001 storie e curiosità sulla grande Roma che dovresti conoscere, Newton Compton Editori, 14 novembre 2013, ISBN 9788854161870. URL consultato il 15 settembre 2016.
4. ↑   playlist – Romanista por um ano, su romanistaporumano.wordpress.com. URL consultato il 15 settembre 2016.